# Classe Quebec
La classe Quebec, nome in codice NATO della classe di sottomarini sovietici Progetto 615,  era un tipo di sommergibili, dal disegno molto innovativo, in quanto dotati di sistemi Air-independent propulsion (AIP), con una capacità solo di recente eguagliata.
Questa classe, chiamata "accendini", era molto inaffidabile e soggetta ad esplosioni ed incendi, che per i sommergibilisti sono paradossalmente anche più temuti dell'acqua. Vennero radiati negli anni settanta.

## Storia

### Sviluppo
Le origini dei classe Quebec si possono ritrovare nel lavoro che S.A. Basilevskiy aveva portato avanti presso il CKB-18 nel periodo precedente alla seconda guerra mondiale. Un motore con la propulsione AIP venne installato, a scopo sperimentale, sul sommergibile M-401, e su questo battello furono condotti una serie di test che si protrassero dal 1940 al 1945.
In base alle esperienze condotte sull'M-401, tra il 1953 ed il 1955 vennero sviluppati i Progetto 615

### Impiego operativo
Entrati in servizio nel 1955, questi battelli ricevettero il nome in codice NATO di classe Quebec e furono costruiti in 30 esemplari. Durante la loro carriera operativa, ottennero dei risultati di rilievo, come una circumnavigazione del Mar Baltico in immersione (impresa compiuta dallo M-321 nel 1961 e dallo M-356 l'anno successivo): si trattò di missioni che andavano oltre la capacità dei contemporanei modelli.
L'incidente più grave nel quale rimase coinvolto un Quebec si verificò il 26 settembre 1957, quando lo M-256 affondò in seguito all'esplosione dell'ossigeno liquido. L'equipaggio riuscì a far emergere il battello e rimase in coperta ad aspettare i soccorsi. Tuttavia, a causa delle pessime condizioni meteorologiche, i soccorsi tardarono. Dopo quattro ore, lo M-256 affondò definitivamente, e su 35 uomini che avevano raggiunto il ponte solo in sette riuscirono a sopravvivere.
I classe Quebec vennero radiati nella metà degli anni settanta, quando i sovietici abbandonarono le ricerche sui sistemi AIP.

## Descrizione tecnica
I Quebec erano sommergibili per impiego costiero, con una lunghezza di 56 m ed una larghezza di 5,1. L'armamento era costituito da 4 tubi lanciasiluri da 533 mm, con un totale di otto ordigni a disposizione.
Dal punto di vista tecnico, non avevano una reale controparte in Occidente: infatti, questi impiegheranno circa un quarto di secolo per uguagliare i risultati ottenuti dalla marina sovietica con i Quebec.
Si ritiene che se l'Unione Sovietica avesse continuato lo sviluppo dei sistemi AIP, avrebbe avuto a disposizione una flotta di battelli elettrici ad elevate prestazioni. Tuttavia, la mancanza di affidabilità dei sistemi AIP portò il Paese socialista a sospendere tutte le ricerche in materia, con il risultato che in pratica rinunciò ad uno dei pochi settori in cui la sua tecnologia era superiore a quella occidentale.